# 博博瓦

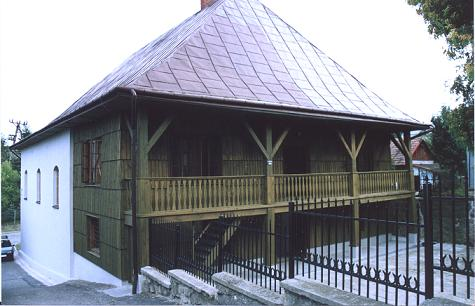

博博瓦是波蘭的城鎮，位於該國西北部，距離首府克拉科夫83公里，由小波蘭省負責管轄，面積7.2平方公里，2008年人口3,018。第二次世界大戰期間，納粹德國在該鎮設立猶太人居住區。

## 外部連結
- Encyclopedia of Jewish Communities in Poland, Volume III (Poland)（页面存档备份，存于）
- Jewish Community in Bobowa（页面存档备份，存于） on Virtual Shtetl

49°42′N 20°56′E / 49.700°N 20.933°E